# Нассен, Оливер
Оливер Нассен (англ. Oliver Knussen; 12 июня 1952, Глазго — 9 июля 2018, Снейп) — британский (шотландский) композитор, дирижёр, педагог.

## Биография
Отец — первый контрабас Лондонского симфонического оркестра. Сочинял музыку с шестилетнего возраста. В 1963—1969 учился у Джона Ламберта, получил одобрительные отзывы Бриттена. В 1969 дебютировал как дирижёр, заменив заболевшего Иштвана Кертеса, был замечен Даниэлем Баренбоймом и приглашен поработать с ним в Нью-Йорке. Занимался в летних школах в Тэнглвуде и Бостоне.
Главный приглашенный дирижёр Гаагского Резиденц-оркестра (1992—1996), один из художественных руководителей Олдебургского фестиваля (1983—1998), музыкальный директор Лондонской симфониэтты (1998—2002), затем её дирижёр-лауреат. С 2009 — ассоциированный артист Симфонического оркестра Би-Би-Си.
Жена — музыкальный продюсер Сью Нассен (умерла от заражения крови в 2003), их дочь Соня — певица (меццо-сопрано).

## Творчество
Как композитор вобрал достижения Бриттена, Берга, американских симфонистов середины XX в.

## Произведения
- «Symphony No. 1», Op. 1 (1967—1968), for orchestra
- Processionals, Op. 2 (1968—1978), for chamber ensemble
- Masks, Op. 3 (1969), for solo flute & glass chimes 'ad lib.'
- «Concerto for Orchestra» (1969)
- Symphony in One Movement, Op. 5 (1969-2002), for orchestra — a revised version of the Concerto for Orchestra
- Hums and Songs of Winnie-the-Pooh, Op. 6 (1970—1983), for soprano solo, flute, cor anglais, clarinet, percussion & cello
- Three Little Fantasies, Op. 6a (1970-1983), for wind quintet
- Second Symphony, Op. 7 (1970-1971), for high soprano & chamber orchestra [Winner: Margaret Grant Prize, Tanglewood]
- Choral, Op. 8 (1970-1972), for wind, percussion & double basses
- Rosary Songs, Op. 9 (1972), for soprano solo, clarinet, piano & viola
- Océan de Terre, Op. 10 (1972-1973/1976), for soprano & chamber ensemble
- Music for a Puppet Court (after John Lloyd), Op. 11 (1973/1983), «puzzle pieces» for two chamber orchestras
- Trumpets, Op. 12 (1975), for soprano & three clarinets
- Ophelia Dances, Op. 13 (1975), for flute, cor anglais, clarinet, horn, piano, celesta & string trio [заказано к 100-летию Сергея Кусевицкого]
- Autumnal, Op. 14 (1976—1977), for violin & piano
- Cantata Op. 15 (1977), for oboe & string trio
- Sonya’s Lullaby Op. 16 (1978—1979), for piano solo
- Scriabin Settings (1978)
- Coursing, Op. 17 (1979), for large chamber ensemble
- Third Symphony, Op. 18 (1973—1979), for orchestra
- Frammenti da Chiara, Op.19a (1975/1986), for two antiphonal 'a cappella' female choirs
- Where the Wild Things Are, Op. 20 (1979—1983), fantasy opera, libretto by Maurice Sendak
- Songs and a Sea Interlude, Op. 20a (1979-1981), for soprano & orchestra
- The Wild Rumpus, Op. 20b (1983), for orchestra
- Higglety Pigglety Pop!, Op. 21 (1984—1985, revised 1999), fantasy opera, libretto by Maurice Sendak
- Fanfares for Tanglewood (1986), for thirteen brass & three groups of percussion
- The Way to Castle Yonder, Op. 21a (1988—1990), for orchestra
- Flourish with Fireworks, Op. 22 (1988 revised 1993), for orchestra (по мотивам картины Ричарда Дадда Мастерский замах сказочного дровосека)
- Four Late Poems and an Epigram of Rainer Maria Rilke, Op. 23 (1988), soprano solo
- Variations, Op. 24 (1989), for piano solo
- Secret Psalm (1990), for violin solo
- Whitman Settings, Op. 25 (1991), for soprano & piano
- Whitman Settings, Op. 25a (1992), for soprano & orchestra
- Songs without Voices, Op. 26 (1991—1992), for flute, cor anglais, clarinet, horn, piano & string trio
- Elegiac Arabesques (in memory of Andrzej Panufnik), Op. 26a (1991), for cor anglais and clarinet
- Two Organa, Op. 27 (1994), for large chamber ensemble
- Horn Concerto, Op. 28 (1994), for horn solo & orchestra
- «…upon one note» (fantasia after Purcell) (1995), for clarinet, piano & string trio
- Prayer Bell Sketch (in memory of Tōru Takemitsu), Op. 29 (1997), for piano solo
- Eccentric Melody (for Elliott Carter’s 90th birthday) (1998), for cello solo
- Violin Concerto, Op. 30 (2002), for violin solo & orchestra
- Ophelia’s Last Dance, Op. 32 (2004/2009-2010), for piano solo
- Requiem: Songs for Sue, Op. 33 (2005—2006), for soprano & chamber ensemble

## Признание
Почетный член Американской академии искусства и литературы (1994). Командор Ордена Британской империи. Премия Королевского филармонического общества за дирижёрское искусство (2012). Незадолго до смерти получил как дирижёр Премию Дитсона (2018).